# Бёрли, Ханс

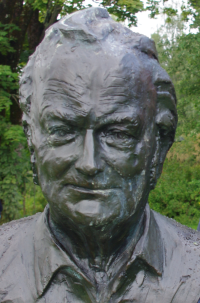
Бюст Х. Бёрли

Ханс Бёрли (норв.  Hans Børli ; 8 декабря 1918, Эйдскуг, Норвегия
— 26 августа 1989, там же) — норвежский поэт и писатель.

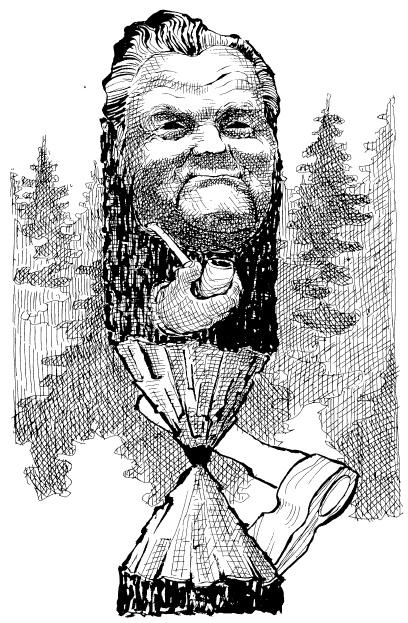
Шарж на Х. Бёрли в норвежской прессе

## Биография
Родился в семье бедного арендатора, на маленьком лесном хуторе. Детство поэта прошло в бедной крестьянской семье, где умели работать и ценить плоды человеческого труда.
С 12-ти лет Ханс начал работать лесорубом, помогая отцу и старшим братьям. Всё свободное время трудился в лесу наравне со взрослыми лесорубами, жил с ними в бараке, где по вечерам при свете керосиновой лампы писал свои школьные сочинения.
Весной 1938 года, поступил в дивизионную офицерскую школу в Осло. Однако вскоре после начала Второй мировой войны школа была закрыта, и Ханс ушёл на фронт. В рядах норвежской армии в 1940 году принимал участие в тяжелых боях с немцами, был тяжело ранен и попал в плен. После освобождения из плена вернулся на родину. Некоторое время работал учителем, затем вновь лесорубом. Бёрли так хорошо знал лес, что в годы немецкой оккупации выполнял обязанности «пограничного лоцмана» — переправлял через шведскую границу норвежских беженцев, спасавшихся от преследований гитлеровцев.
До 1981 года Х. Бёрли ежедневно отправлялся в лес с пилой и топором, и только тяжелый инфаркт отлучил его от этой работы. В одном из интервью Х. Бёрли сказал: 

«Лес — это та действительность, которую я знаю. От леса я получал всё, что мне было необходимо для поддержания жизни. Он питал и меня, и моё творчество».— газета «Афтенпостен». 19 июля 1984

## Творчество
Ханс Бёрли никогда не работал за письменным столом, дома он лишь записывал стихи, сложенные им, пока он валил деревья или обрубал сучья, отдыхал у костра или шёл по лесу.
За свою жизнь он издал 16 сборников поэзии и ряд книг прозы.
Бёрли сказал о себе: 

«Писать стихи было для меня единственным способом жить. Стихи были моей формой общения с внешним миром»
 Любовь и нежность к миру, проявляемые в творчестве поэта, делают Ханса Бёрли поэтом всечеловеческим, для которого не существует ни пространства, ни времени, ни наций. Даже социальное зло он описывает без ненависти и злобы, со спокойной уверенностью в том, что у человека можно отнять только материальное:
Ты богат,

у тебя акции, чековые книжки

и собственный автомобиль.

Ты купил сотню гектаров леса

и еще, и еще сотню.

Но тебе не купить закат,

шум ветра и радость людей,

что идут домой по лиловому вереску.

Нас породившие и вскормившие,

леса принадлежат нам.
Перевод И. Бочкаревой
По словам А. Корякова: «Бёрли не пантеист, для которого Бог везде. Просто для Бёрли если божественное в чём-то и проявляется, то в непосредственном опыте восприятия действительности и земных вещей. Рассматривая творчество Бёрли исторически, нельзя не отметить и того, что поэт является своего рода свидетелем той ситуации, которую Ницше назвал смертью Бога.»

## Избранные произведения
Поэзия
- 1945: Tyrielden («Смолистое пламя»)
- 1947: Villfugl («Дикая птица»)
- 1949: Men støtt kom nye vårer («Но всегда приходит новая весна»)
- 1952: Likevel må du leve («Живи несмотря ни на что»)
- 1954: Ser jeg en blomme i skogen («Когда я вижу цветок в лесу»)
- 1957: Kont-Jo («Kонт-Джo»)
- 1958: Dagene («Дни»)
- 1960: Jeg ville fange en fugl («Я бы хотел поймать птицу»)
- 1962: Ved bålet («У костра»)
- 1964: Hver liten ting («Каждая мелочь»)
- 1966: Brønnen utenfor Nachors stad («Колодезь у города Нахора»)
- 1968: Når menneskene er gått heim («Когда люди разойдутся по домам»)
- 1969: Som rop ved elver («Словно крик у реки»)
- 1970: Isfuglen («Зимородок»)
- 1972: Kyndelsmesse («Сретение»)
- 1974: Vindharpe («Эолова арфа»)
- 1976: Vinden ser aldri på veiviserne («Ветру не нужны дорожные указатели»)
- 1978: Dag og drøm («День и мечта»)
- 1979: Når kvelden står rød over Hesteknatten («Когда вечер алеет над Хестекнаттеном»)
- 1981: Dagen er et brev («День - это письмо»)
- 1981: Landskap («Пейзаж»)
- 1982: Dagene går mot vest («Дни идут на запад»)
- 1984: Frosne tranebær («Замёрзшая клюква»)
- 1991: På harmonikk («На гармони»)
- 1991: Siste dikt («Последние стихи»)
- 2001: Samlede dikt («Полное собрание сочинений»)

Проза
- 1946: Han som valte skogen, роман
- 1949: Det small et skott, роман
- 1951: Sølv og stål
- 1953: Under lomskriket
- 1987: Tusseleiken
- 1988: Med øks og lyre. Blar av en tømmerhuggers dagbok, автобиография
- 1991: Smykket fra slagmarken, роман

## Премии
- 1970: Премия Ассоциации норвежских критиков
- 1971: номинант Литературной премии Северного совета за сборник стихов Isfuglen
- 1972: Премия Доблоуга
- 1974: Mads Wiel Nygaard’s Endowment
- 1982 год: Почётная премия норвежского фонда «Свободное слово»

## Издания на русском
- Из современной норвежской поэзии : Сборник / Сост. и предисл. Л. Г. Горлиной; [пер. А. И. Эппеля, Ю. П. Вронского]. М.: Радуга, 1987. – С. 55-90.
- По ту сторону фьорда : Антология современной норвежской поэзии / Сост. С. С. Вольский, В. И. Шемшученко; [пер. В. Д. Алейникова, С. Н. Воронова, С. С. Вольского]. СПб: АНО Всерусскій соборъ, 2005. – С. 26-32.
- Бёрли Ханс. Стихи / пер. И. Ю. Бочкаревой, Ю. П. Вронского // Иностранная литература. – 1983. – № 6. – С. 169-171.
- Бёрли Ханс. Стихи / пер. А. Э. Графова // Дружба народов.  – 1995.  – № 8. – С. 118-121.
- Бёрли Ханс. Стихи / пер. А. Э. Графова // Иностранная литература. – 1996. – № 5. – С. 158-161.
- Бёрли Ханс. Стихи / пер. Е. А. Матвеева; А. Е. Корякова // Музыка перевода VI. – 2014. – С. 4, 44.
- Бёрли Ханс. Стихи / пер. Е. А. Матвеева // Кит умер. – 2016. – № 3. – С. 18.
- Бёрли Ханс. Ты слушал реки по ночам?: [сборник: переводы с норвежского языка] / сост.: Е. А. Матвеев. - Рыбинск: Цитата плюс, 2017 . — 122 с. —  [пер. Е. А. Матвеев, А. Е. Коряков, В. А. Эль]. — 500 экз. — ISBN 978-5-906318-33-6.